# ساحل ژوراسیک
ساحل ژوراسیک یا کناره ژوراسیک (انگلیسی: Jurassic Coast) یکی از آثار میراث جهانی یونسکو در کشور انگلستان است.
این ساحل که در کنار کانال مانش در جنوب غربی انگلستان در شهرستان دوون واقع شده دارای ۱۵۵ کیلومتر می‌باشد و دومین اثر طبیعی بریتانیا است که در فهرست یونسکو ثبت شده است.
این منطقه که به جا مانده از دوران تریاسه، ژوراسیک و کرتاسه می‌باشد به ۱۸۰ میلیون سال قبل بازمی‌گردد.

## نگارخانه

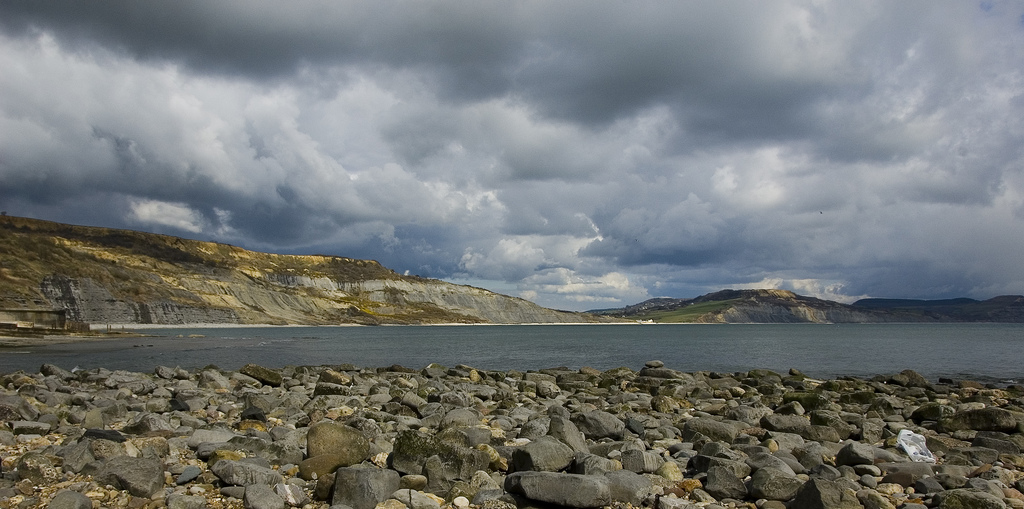
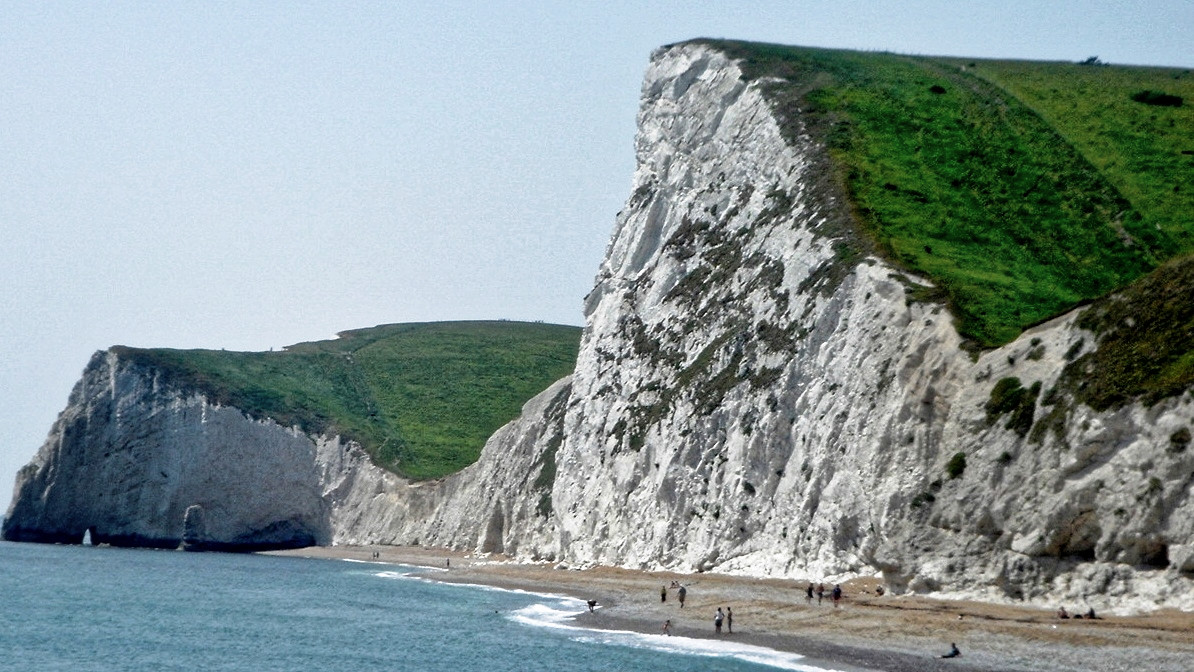
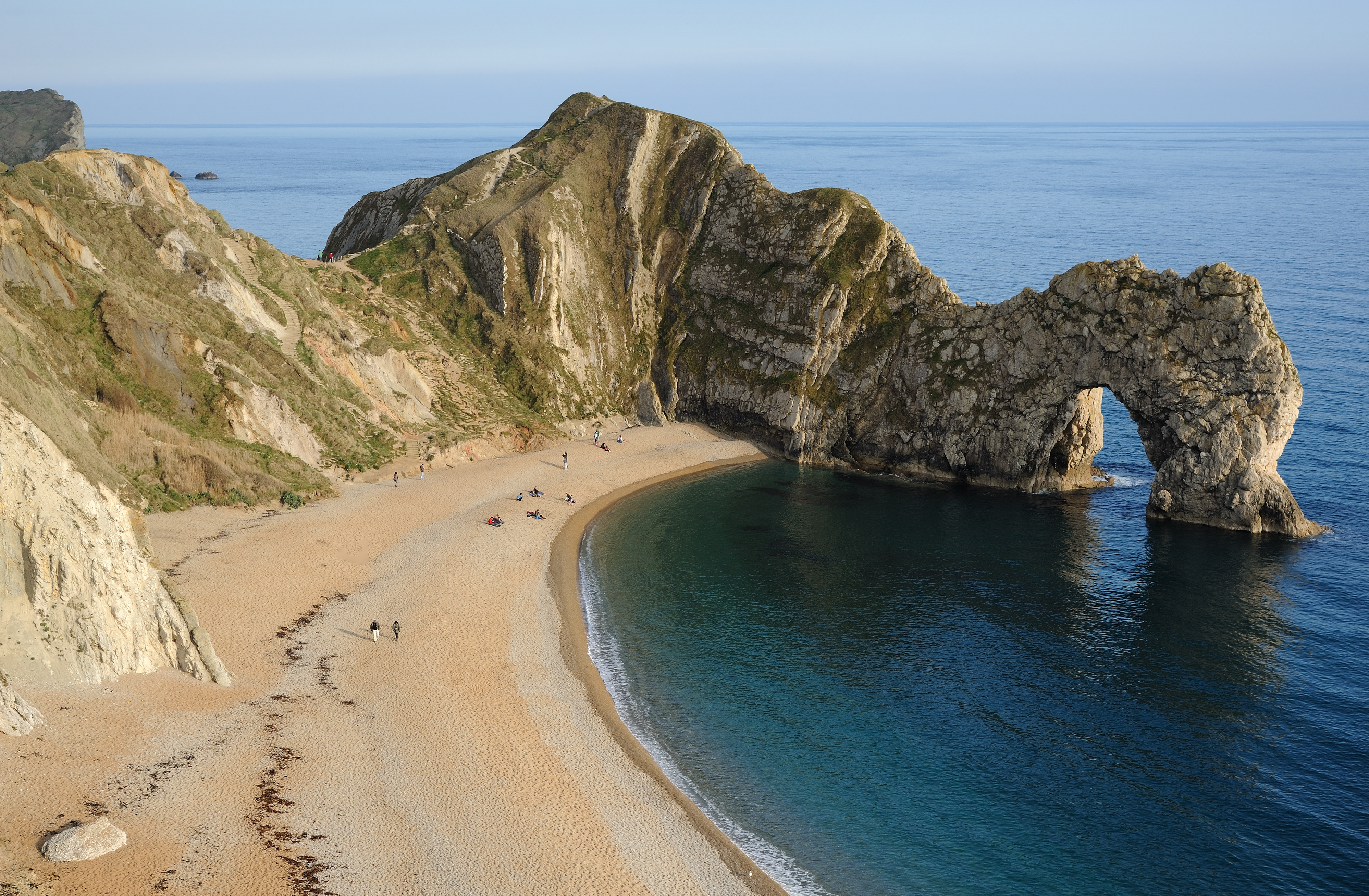
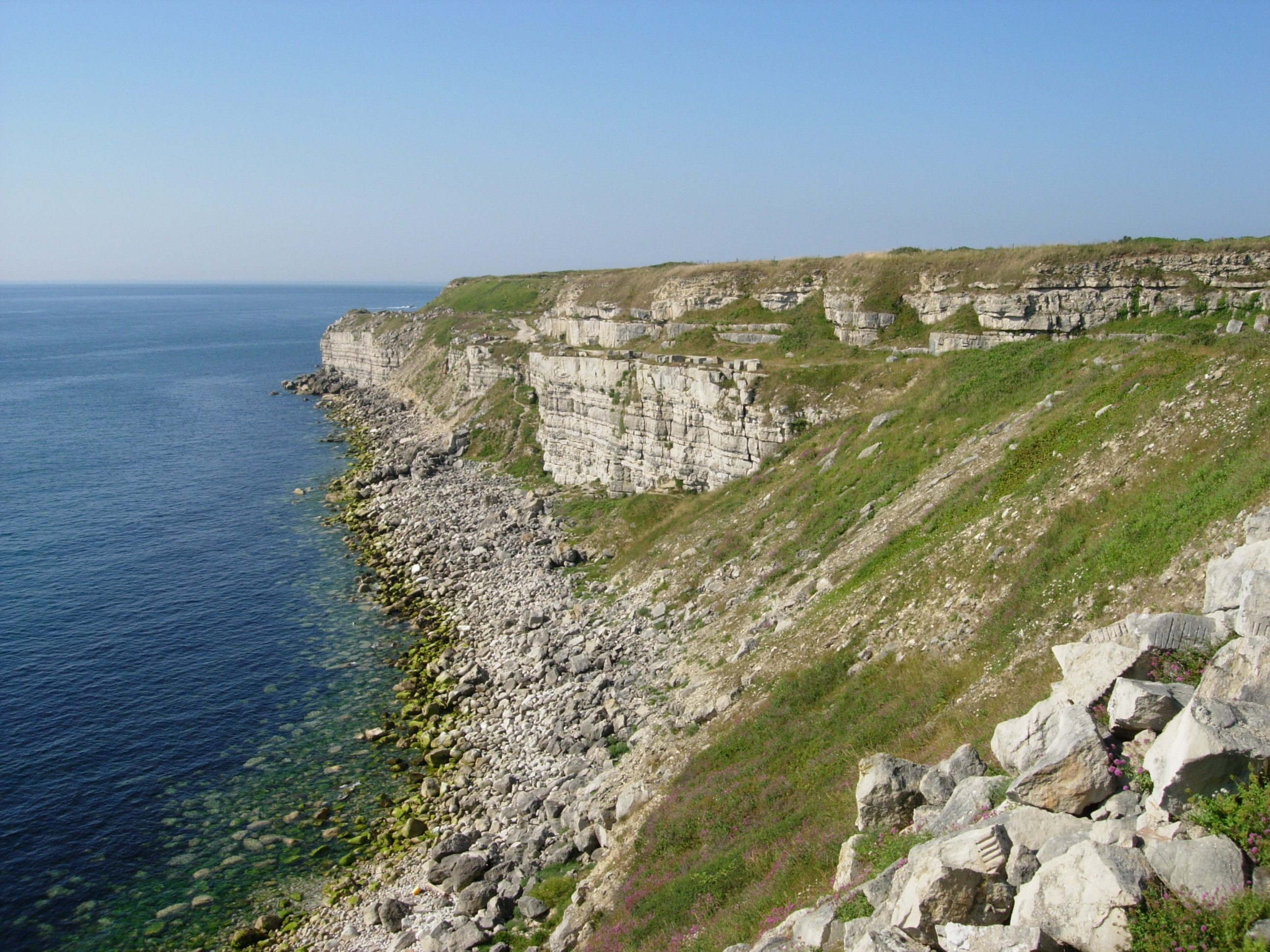
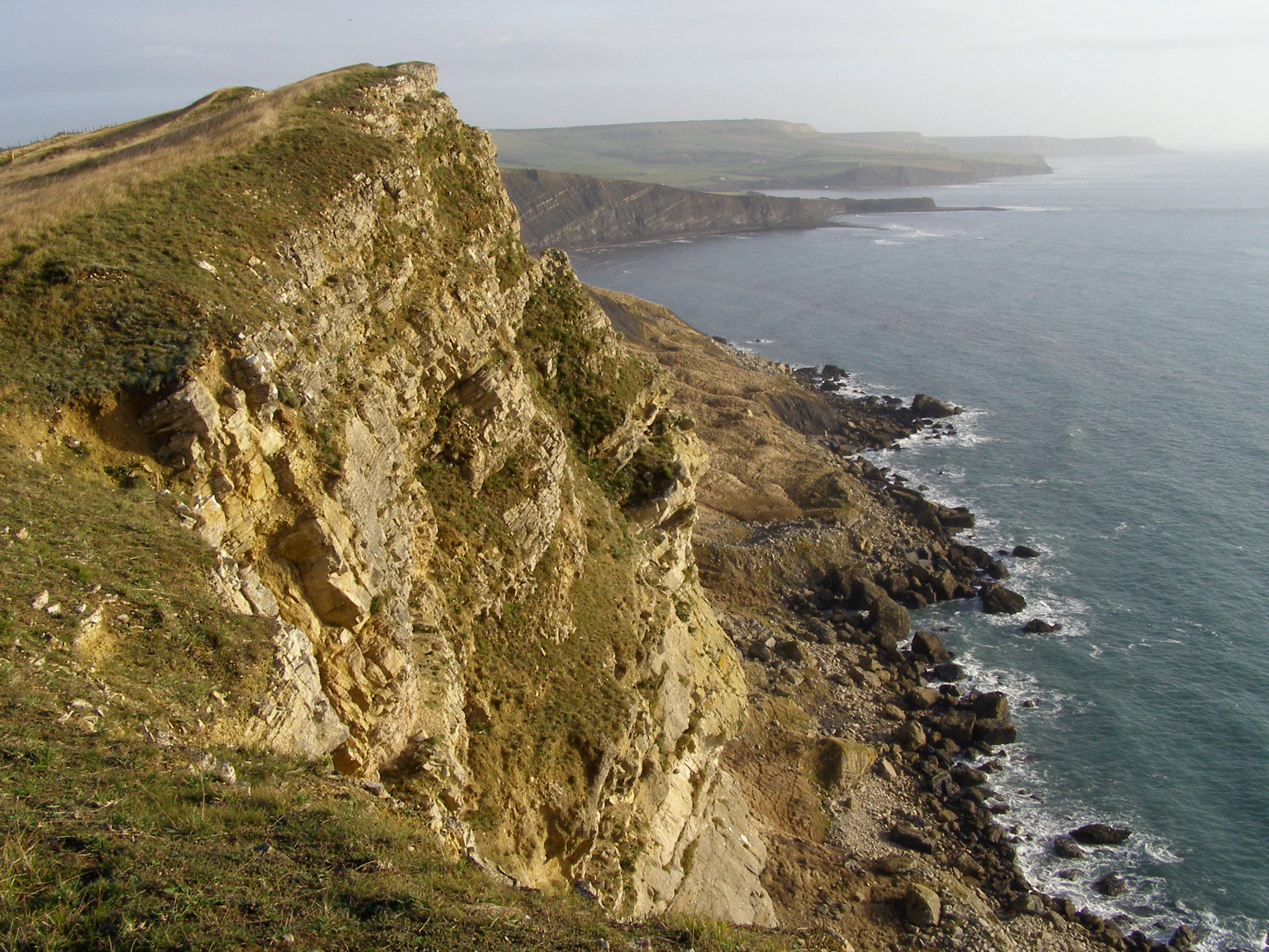